# 伊莎貝爾鎮區 (伊利諾伊州富爾頓縣)
伊莎貝爾鎮區（英語：Isabel Township）是位於美國伊利諾伊州富爾頓縣的一個行政鎮區。

## 地方資料
根據2010年美國人口普查的數據，伊莎貝爾鎮區的面積為76.10平方千米，當中陸地面積為75.70平方千米，而水域面積為0.40平方千米。當地共有人口183人，而人口密度為每平方千米2.4人。